# Arcadia (Diggy-MO'の曲)
Arcadia（アルケイディア）は、Diggy-MO'の4thシングル。2009年11月18日にSME Recordsからリリースされた。

## 解説
- SOUL'd OUTのメインMCであるDiggy-MO'の4枚目のシングル。

## 初回盤
- Diggy-MO'2010年オリジナルカレンダー封入

## 収録曲

### CD
（全作詞：Diggy-MO'／作曲・編曲：Diggy-MO', JUNKOO）
1. Arcadia (5:36)
2. Drifting Away (3:47)
3. LOVE KILLS DREAM KILLS (2:52)